# Bulgária világörökségi helyszínei
Bulgária területéről 2021-ig tíz helyszín került fel a világörökségi listára, tizenhat helyszín a javaslati listán várakozik a felvételre.  
| | Bojana-templom |
| Felvétel: 1979 |                |
| Kulturális (II)(III) |                |
| Hivatkozás: 42, védett terület: 0,68 ha, pufferzóna: 13,55 ha |                |
| A Szófia külvárosában található Bojana-templom ismeretlen festőtől származó falképei a bulgáriai középkori vallásos festészet csúcspontjának tekinthetők. Az épületegyüttes három részből áll, a keleti templom a 10. századra datálható, a mellette álló kétszintes épületet a 13. század közepén emelték, a harmadik templomot pedig a 19. században építették. A középső templom mindkét szintjét Jézus és szentek életét bemutató freskókkal díszítették. Ezek a falfestmények korai példái annak az ikonfestő stílusnak, amely jelentős hatással volt a tarnovói művészeti irányzatra. A festmények jó megfigyelőképességről tanúskodnak, alkotójuk sikeresen ötvözte a nyugati és a latin művészet elemeit az ortodox egyházi tradíciókkal. A Bojana-templom a középkori kelet-európai művészet azon épületegyüttesei közé tartozik, amelyek a Latin Császárság (1204-1261) idejéből érintetlen állapotban maradtak meg. A freskók állagmegóvásának érdekében átfogó restaurálási munkákat végeztek, amelyeket 2002-ben fejeztek be. |                |

| | A madarai lovas |
| Felvétel: 1979 |                 |
| Kulturális (I)(III) |                 |
| Hivatkozás: 43, védett terület: 1,2 ha, pufferzóna: 501,7 ha |                 |
| Az Európában a maga nemében egyedülálló közel három méter magas lovas figurát egy majdnem száz méter magas szinte teljesen függőleges sziklafalra faragták a 8. század elején, és a Bizánci Birodalom által elismert három évtizeddel korábban alapított bolgár államot jelképezi. A dombormű készítésekor alkotója a figurákat először előrajzolta, aztán a környező falrészt lefaragta, végül a lovast és a mellékalakokat vörösre festette. A relief egy lándzsát tartó lovast ábrázol, aki legyőzi a ló patái alatt fekvő oroszlánt. A ló mögött egy kutya halad. A 9. század előtt, a pogány lakosság számára Madara volt az ország legjelentősebb szent helye. A domborművet hosszú ideig trák eredetűnek gondolták, a jelenleg rendelkezésre álló adatok alapján azonban valószínűsíthető, hogy Tervel kánt ábrázolja, aki megvédte az országot a bizánci törekvésekkel szemben. A madarai lovas Bulgária egyik jelentős történelmi emléke, egy bizonyos történeti és kulturális átalakulás szimbóluma. A faragvány másolatát a szófiai Nemzeti Régészeti Múzeumban állították ki. |                 |

| | Ivanovói sziklatemplomok |
| Felvétel: 1979 |                          |
| Kulturális (II)(III) |                          |
| Hivatkozás: 45, védett terület: 171,9 ha |                          |
| A könnyen megmunkálható mészkősziklába vájt templomokból, kápolnákból és kolostorokból álló épületegyüttes Ivanovo falu közelében a Ruszenszki Lom folyó völgyében található. Az első üregeket a 11. században alakították ki, majd az évszázadok során ezeket megnagyobbították, átjárókkal kötötték össze és teraszokat kapcsoltak hozzá. Az így kialakult kolostorrendszer a 14. század végén hanyatlásnak indult, és elnéptelenedett. Ennek az volt az oka, hogy a terület az Oszmán Birodalom fennhatósága alá került. A mészkő ellenállt az időjárásnak, így a cellák és templomok labirintusa, valamint az egyikükben található freskók jó állapotban maradtak fenn. Az itt látható legkorábbi bizánci stílusú festmények a 12-13. században készültek. A legszebb falfestmények a Szent Istenanya-templomban, az épületegyüttes központi részében találhatók. Ezek a képek a 14. századból valók, és a tarnovói festőiskola művészileg jelentős alkotásai. A festmények Krisztus és Keresztelő Szent János életéből mutatnak be jeleneteket. A képeket az UNESCO támogatásával restaurálták, a munkával 2002-ben készültek el. |                          |

| | Kazanlaki trák sírkamra |
| Felvétel: 1979 |                         |
| Kulturális (I)(III)(IV) |                         |
| Hivatkozás: 44 |                         |
| Az i. e. 4. századból származó trák síremléket bunkert ásó katonák fedezték fel 1944-ben. A sírbolt egy több mint ötszáz sírból álló temetőben fekszik a Balkán-hegység és Szredna Gora hegyei között fekvő Rózsák völgyében. A falfestményekkel díszített sírkamra a trák művészet egyik jelentős alkotása, a festmények kompozíciója és az épület szerkezete gondosan összehangolt művészi munka eredménye. A sírkamrát már az ókorban kirabolták, ennek ellenére viszonylag sértetlenül maradt fenn. A falfestmények különleges jelentőségét az adja, hogy a görög befolyás alatt álló helyi művészet egyetlen épen maradt emléke, amelyet eredeti állapotában tártak fel. A sírkamra III. Szenthész trák király fővárosának, Szenthopolisznak a közelében fekszik, és az i. e. 5. és i. e. 3. században virágzó helyi kultúráról tanúskodik. A kisméretű építményt egy előcsarnokon és egy csatajeleneteket ábrázoló festményekkel díszített átjárón keresztül lehet megközelíteni. A harang alakú kupolával fedett sírkamra magassága 3 méter, falait festményekkel borították. A képeken a síremlékbe temetett uralkodópárt egy halotti toron ábrázolják, szolgákkal és temetkezési tárgyakkal körülvéve. A többi festmény kocsihajtók versenyét, valamint kantáron vezetett lovakat jelenít meg. Az eredeti sírkamrába csak kutatók léphetnek be, a látogatók számára másolatot készítettek róla. |                         |

| | Pirin Nemzeti Park |
| Felvétel: 1983, kiterjesztés: 2010 |                    |
| Természeti (VII)(VIII)(IX) |                    |
| Hivatkozás: 225, védett terület: 38 350 ha, pufferzóna: 1 078,28 ha |                    |
| A Bulgária délnyugati részén található eredetileg 274 négyzetkilométeren elterülő Pirin Nemzeti Park egy tavakkal, vízesésekkel, barlangokkal és fenyőerdőkkel borított mészkővidék az azonos nevű hegységben. 2010-ben a védelem alá vont területet 400 négyzetkilométerre emelték. A hegyvidék csúcsai közül 46 meghaladja a 2600 méteres magasságot, jellegzetessége a mintegy 70 gleccsertó. A park magasabban fekvő részei 5-8 hónapig is megmarad a hótakaró, a nyár rövid és hűvös. A parkban állatfajok sokasága él, köztük számos endemikus, illetve a gerinctelenek közül a jégkorból fennmaradt faj. A viszonylag elszigetelt terület élőhelyet kínál többek között az európai barnamedvének, a farkasnak, valamint ritka madaraknak, köztük a szirti sasnak. A park növényvilága a bükkerdőktől a fa nélküli havasi legelőkig terjed. Az erdőhatár 2000 méteren van, az alpesi öv alatti területeket hegyi törpefenyő és közönséges boróka borítja. Az erdőkben néhány igen ritka növényfaj is él, közülük sok, például a balkáni selyemfenyő csak itt fordul elő. |                    |

| | Rilai kolostor |
| Felvétel: 1983 |                |
| Kulturális (VI) |                |
| Hivatkozás: 216, védett terület: 10,7 ha, pufferzóna: 1 289,7 ha |                |
| A rilai kolostort a 10. században alapította Rilai Szent János remete, akinek lakhelye és síremléke kegyhellyé vált. Halála után barlangja közelében az őt követő szerzetesek egy kolostor építésébe kezdtek, amely később fontos szerepet játszott a középkori Bulgária szellemi és társadalmi életében. A kolostort a bolgár cárok komoly kiváltságokkal támogatták, fénykorát a 14. században élte. A kolostorhoz az egész balkáni régióból számos zarándok érkezett. Az oszmán megszállás ideje alatt erősen lepusztult, végül a 19. század elején nagy része leégett és csak az 1355-ben emelt ötemeletes Hrelju-torony maradt épségben. 1834 és 1862 között Pavel Ivanovics tervei alapján újjáépítették. A kolostor épületrészei szabálytalan négyszög alakban egy háromezer négyzetméteres udvar körül helyezkednek el, amelyet a Hrelju-torony ural. Középen áll a Miasszonyunk Mennybemenetele-templom, körülötte négy kápolna, egy refektórium, egy könyvtár, vendégszobák, valamint megközelítőleg háromszáz szerzetesi cella kapott helyet. A templom belseje és az oltár gazdagon díszített, a freskókon több mint tizenkétezer motívum látható, legtöbbjük a szamokovi és a banszkói festőiskola mestereinek alkotása. |                |

| | Szrebarna bioszféra-rezervátum |
| Felvétel: 1983, kisebb módosítás: 2008 |                                |
| Természeti (X) |                                |
| Hivatkozás: 219, védett terület: 638 ha, pufferzóna: 673 ha |                                |
| Szrebarna bioszféra-rezervátum egy 6 négyzetkilométeren elhelyezkedő édesvizű tó és élőhely a Dunától nem messze. Területének kétharmadát nád borítja, amely gátként védelmezi a tavat. A rezervátumot azért hozták létre, hogy védelmet nyújtson az itt élő madaraknak. Egy részük csak átvonul a területen, másik részük itt telel, és vannak olyan fajok, amelyek itt költik ki fiókáikat is. 1948-ban nyilvánították természetvédelmi területté, 1949-ig közvetlen összeköttetésben állt a Dunával, majd 1982 és 1984 között aszályok és elhibázott árvízvédelmi intézkedések következtében kiszáradt. 1994-től ismét összekapcsolták a folyóval így az áradásoknak köszönhetően élővilága regenerálódott. A tavon és környékén összesen 233-féle madár- és 76 növényfaj él. A náddal borított tavat évente mintegy nyolcvan költöző madárfaj látogatja meg. Az itt élő madarak az országban előforduló összes madárfaj felét képviselik és előfordulnak közöttük ritka és veszélyeztetett egyedek is. A tó átlagos mélysége alig két méter, ennek ellenére Bulgária összes mocsárvidéki növényfajának fele megtalálható benne. |                                |

| | Neszebar |
| Felvétel: 1983 |          |
| Kulturális (III)(IV) |          |
| Hivatkozás: 217, védett terület: 27,1 ha, pufferzóna: 1 245,6 ha |          |
| A Fekete-tenger partjának egyik sziklás félszigetén elterülő Neszebar területe több mint háromezer éve lakott. Európa egyik legrégebbi települése, a trákok által Meszembria néven alapított város az i. e. 6. században görög kolónia lett. Az évszázadok során trák, görög, római, szláv, bizánci, bolgár és török fennhatóság alatt állt. A védőfallal körülvett kereskedelmi központ a törökök megérkezéséig az egyik legfontosabb bizánci város volt a Fekete-tenger nyugati partján. Fennmaradt műemlékei közül görög eredetű az akropolisz, Apollón temploma, az agora. Városfalainak egy része még a trák időkből származik. A kikötőben görög, bizánci és római korból fennmaradt erődítmények és templomok maradványai láthatók. A kis területen az 5. század óta összezsúfolódó templomok közül tíz maradt fenn nagyrészt romos állapotban. Építészetükre a szláv és a görög ortodox művészet keveredése jellemző. Közülük figyelemre méltó Eleuszi Szűz Mária templomának romjai, valamint a 14. századi Keresztelő Szent János-templom. A 19. században Neszebarban számos „plovdivi stílusú”, kőalapra épült faereszes házat emeltek, a fagerendás házak a város sokszínű múltját szemléltetik. |          |

| | Szvestari trák síremléke |
| Felvétel: 1985 |                          |
| Kulturális (I)(III) |                          |
| Hivatkozás: 359, védett terület: 647,6 ha |                          |
| Bulgária 20. századi régészetének egyik legnagyobb felfedezése volt, amikor 1982-ben Bulgária északkeleti részén egy csaknem érintetlen az i. e. 3. évszázadra datálható sírkamrára bukkantak. Szvestari trák síremléke a trák sírépítészet egyik kiemelkedő példája, kivételes műemlék, ami a trák kultikus épületek valamennyi jellegzetességét mutatja. Feltételezhetően egy uralkodót és annak feleségét temették el benne, a feltárás során egy hatvan év körüli férfi és egy fiatalabb nő maradványai kerültek elő. A sír egy négy méter hosszú folyosóból és három négyszögletes kamrából áll, a 4,5 méter magas központi kamrát dongaboltozat fedi. A boltozat alatt egy tíz, 1,2 méter magas nőalakokból (kariatidákból) álló dombormű fríz fut körbe. Az akantuszlevélhez hasonló ruhát viselő alakok csak díszítőelemek, nincs teherhordó szerepük. A fölöttük magasodó íves falfelületre az elhunytak életéből vett jeleneteket ábrázoltak. A sírkamra díszítése egyedülálló, trák területen eddig még nem tártak fel a nőalakokhoz és a boltozathoz hasonló emlékeket. |                          |

| | A Kárpátok és más európai régiók ősbükkösei |
| Albánia, Ausztria, Belgium, Bosznia-Hercegovina, Bulgária, Csehország, Észak-Macedónia, Franciaország, Horvátország, Lengyelország, Németország, Olaszország, Románia, Spanyolország, Svájc, Szlovákia, Szlovénia és Ukrajna közös világörökségi helyszíne |                                             |
| Felvétel: 2007, kiterjesztés: 2011, 2017 (bulgáriai helyszínek), 2021 |                                             |
| Természeti (IX) |                                             |
| Hivatkozás: 1133, védett terület: 98 124 ha, pufferzóna: 294 716 ha |                                             |
| Ez a határokon átnyúló, többször kiterjesztett helyszín Európa legnagyobb kiterjedésű ősbükköse, jelenleg 18 ország közös világörökségi helyszíne és összesen 94 védett területből áll. Kezdetben az Északkeleti-Kárpátok déli lejtőin, Szlovákia keleti részén és Ukrajnában található védett területhez összesen 10 természetvédelmi körzet tartozott, ezek közül hat Ukrajnában négy pedig Szlovákiában található. Ezek a védett területek egy 185 kilométer hosszú tengelyen fekszenek, tengerszint feletti magasságuk 210 és 1700 méter között váltakozik. A teljes védett övezet eredetileg háromszáz négyzetkilométert foglalt el, majd 2011-ben a helyszínt öt újabb, Németországban található bükkerdővel egészítették ki. A következő kiterjesztés óta, 2017-től a helyszínhez tartoznak mediterrán területek, az Alpok, a Dinári-hegység és a Pireneusok ősbükkösei is. Az utolsó, 2021-es kiterjesztés során bosznia-hercegovinai, csehországi, észak-macedóniai, franciaországi, lengyelországi és svájci bükkösök kerültek a világörökségi listára. Az ősbükkösöben találhatók a világ legmagasabb és legöregebb bükkfái, és megfigyelhető a bükkerdők fejlődésének valamennyi fázisa. A Kárpátokban őshonos bükkfa a Dinári-hegység mellett csak ezeken a területeken vészelte át a jégkorszakot, majd egy rövid, néhány ezer éves időszak alatt elterjedt az egész kontinensen. Az őserdők a bükkfák felbecsülhetetlen értékű genetikai tárházai. A fák mellett található ökoszisztéma magán viseli a jégkorszak utáni élővilág valamennyi jellegzetességét, gazdag növény és állatvilágnak, köztük több védett fajnak nyújt életteret. |                                             |